# Comispira mai
Comispira mai é uma espécie de gastrópode do gênero Comispira, pertencente a família Cochlespiridae.